# Hans W. Geißendörfer

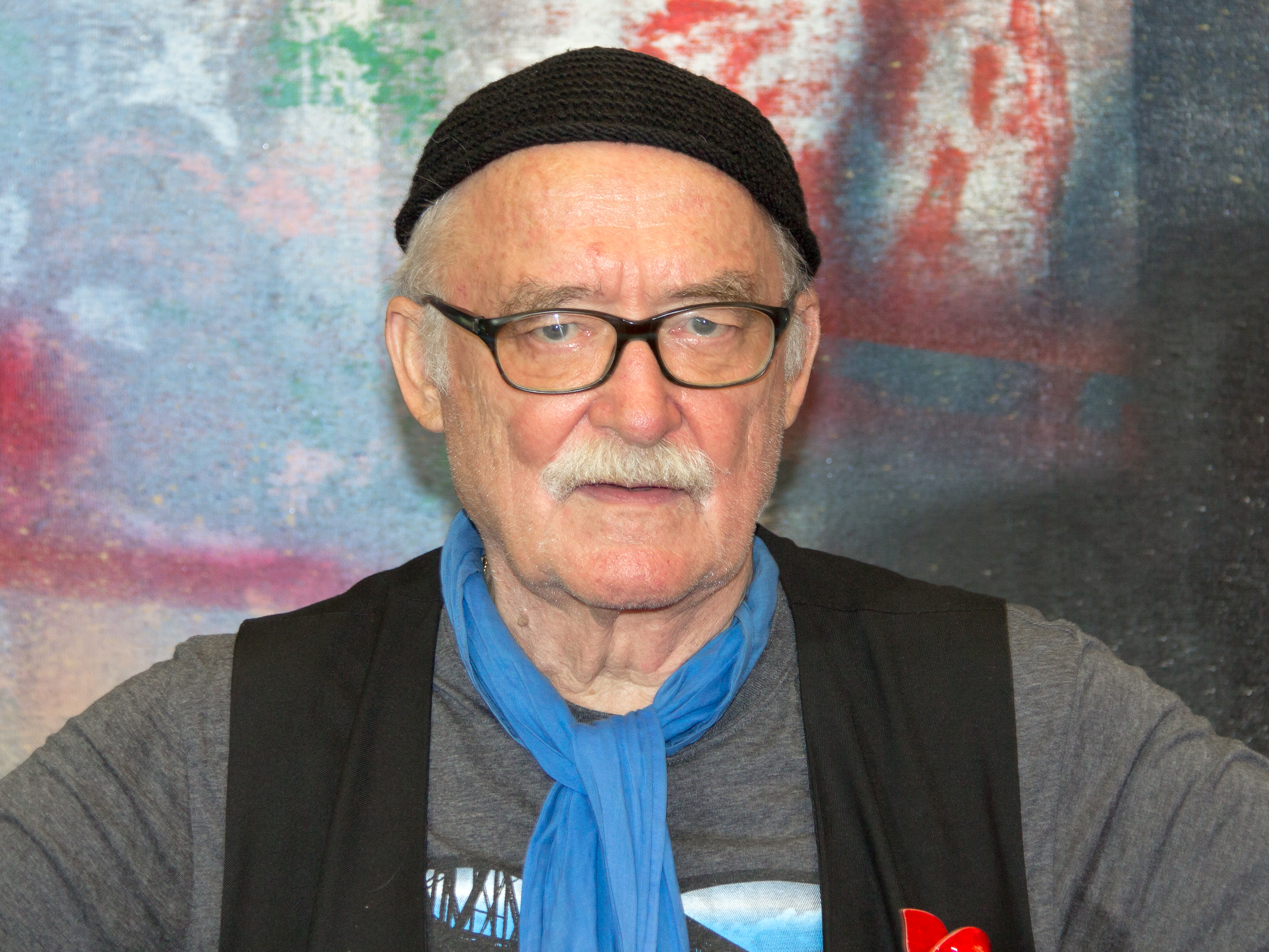
Hans W. Geißendörfer tijdens de opnames van Lindenstraße in 2015

Hans W. Geißendörfer, eigenlijk  Wilhelm Max Geißendörfer (Augsburg, 6 april 1941) is een Duits regisseur. 
Hij is de regisseur van de Duitse reeks Lindenstraße (sinds 1985). De reeks wordt geproduceerd door zijn eigen productiemaatschappij "Geißendörfer Film- und Fernsehproduktion GmbH", afgekort "gff GmbH". Zijn film Die gläserne Zelle werd genomineerd voor een Oscar.

## Filmografie (selectie)
als regisseur
- 1972: Marie (TV)
- 1973: Die Eltern, met Anne Bennent, Heinz Bennent en Henri Serre
- 1974: Periham met Blanche Aubry, Heinz Bennent en Anna Martins
- 1976: Die Wildente met Jean Seberg, Bruno Ganz en Anne Bennent
- 1978: Die gläserne Zelle met  Brigitte Fossey (genomineerd voor een Oscar)
- 1982: Der Zauberberg met Rod Steiger, Marie-France Pisier en Charles Aznavour
- 1984: Ediths Tagebuch met Angela Winkler en Vadim Glowna
- sinds 1985: Lindenstraße feuilleton met Marie-Luise Marjan, Sybille Waury, Til Schweiger, Gérard Hérold en Frédéric de Pasquale
- 1989: Bumerang, Bumerang met Katja Studt en Jürgen Vogel
- 1993: Justiz naar Friedrich Dürrenmatt, met Maximilian Schell
- 2005: Schneeland met Julia Jentsch, Maria Schrader, Thomas Kretschmann en Ulrich Mühe
- 2011: In der Welt habt ihr Angst

als producent
- 2007: Zelle
- 2008: Selbstgespräche
- 2011: Sommer der Gaukler
- 2012: Der deutsche Freund
- 2015: Tatort: Schwerelos

- Bibliothèque nationale de France: cb14680837z (data)
- Gemeinsame Normdatei: 118927876
- International Standard Name Identifier: 0000 0003 7437 4606
- Library of Congress Control Number: n82160333
- Nationale Bibliotheek van Tsjechië: xx0172632
- Nationale Bibliotheek van Israël: 987007358253505171
- Nederlandse Thesaurus van Auteursnamen: 073107735
- Système universitaire de documentation: 069478082
- Virtual International Authority File: 18021030
- WorldCat: E39PBJdCptWpXV8tq7PwM7qqQq